# Slag bij Bannockburn
De Slag bij Bannockburn (23 en 24 juni 1314) was de belangrijkste overwinning die de Schotten behaalden tijdens de Schotse onafhankelijkheidsoorlogen (War of Independence).

## Voorgeschiedenis
Stirling Castle werd belegerd door de Schotten in het voorjaar van 1314. De commandant van dit kasteel had besloten om zich over te geven indien hij geen versterkingen kreeg. Dit deed koning Eduard II besluiten om zelf aan het hoofd van een legermacht van 25.000 mannen naar Stirling Castle op te trekken.

## De slag
Op zondag 23 juni bereikte deze legermacht het fort bij Bannockburn, enkele kilometers ten zuiden van Stirling Castle. Onder aanvoering van Robert Bruce stonden de Schotten met een legermacht van 9000 man de Engelsen op te wachten. Er braken vrijwel onmiddellijk schermutselingen uit die in het voordeel van de Schotten beslist werden. De Engelse cavalerie stuitte op de Schotse schiltron (een soort falanx). Hierdoor werd de cavalerie voor het vervolg van de slag voor een groot deel buiten gevecht gesteld. Ook versloeg Robert Bruce zelf, gezeten op zijn pony, een belangrijke Engelse ridder door hem met zijn strijdbijl op zijn helm te slaan. Met als gevolg dat niet alleen zijn helm, maar ook zijn hoofd in tweeën werd gespleten. Dit had aanzienlijke invloed op het moreel van de Schotten.
Op de tweede dag rukten de Engelsen op, terwijl de Schotten hen geformeerd in schiltrons opwachtten. De resterende Engelse cavalerie slaagde er niet in door te breken en werd teruggedreven in de richting van de eigen troepen. Hierop volgde de opmars van de Schotten. De Engelsen kwamen klem te zitten in het moerassige land, met voor zich de oprukkende Schotten en achter zich de rivier de Forth.
Uiteindelijk verloren de Engelsen ongeveer 10.000 man, de Schotten 4.000. Toen koning Eduard II op de vlucht sloeg, was de strijd definitief in het voordeel van de Schotten beslist.

## Gevolgen
De slag bij Bannockburn zou er uiteindelijk toe leiden dat Schotland tien jaar later zijn onafhankelijkheid herkreeg. De onafhankelijkheid zou standhouden tot 1707, toen het Engelse en Schotse parlement de Act of Union tekenden; beide gingen toen op in het koninkrijk Groot-Brittannië.